# Mimasaka, Okayama
Mimasaka (美作市 Mimasaka-shi) là một thành phố thuộc tỉnh Okayama, Nhật Bản.